# ТЕС Остілья
ТЕС Остілья – теплова електростанція на півночі Італії у регіоні Ломбардія, провінція Мантуя. У 2000-х роках частково модернізована з використанням технології комбінованого парогазового циклу.
Чотири конденсаційні енергоблоки з паровими турбінами потужністю по 320 МВт ввели в експлуатацію у 1967-му, 1972-му та 1974-му (два) роках. На початку 21 століття станція пройшла через серйозну модернізацію, під час якої три блоки були перетворені на значно ефективніші парогазові комбінованого циклу. Кожен з них доповнили газовою турбіною потужністю по 250 МВт, яка через котел-утилізатор живить парову турбіну, частково демобілізовану зі зменшенням потужності до 130 МВт. Як наслідок паливна ефективність станції зросла з 42% до 55%. Четвертий блок законсервували, так що наразі він не враховується при визначенні загальної потужності ТЕС.
Як основне паливо станція Остілья традиційно використовувала нафту, але після модернізації блоків у парогазові вони були переведені на природний газ.
Для охолодження використовується вода із річки По, на березі якої знаходиться майданчик ТЕС.
Видалення продуктів згоряння блоків конденсаційної електростанції відбувалось за допомогою димарів висотою 200 метрів. Під час модернізації два котли-утилізатори встановили у існуючих конструкціях та під’єднали до димарів висотою по 100 метрів. Для дотримання екологічних нормативів третій котел використовує споруду висотою 150 метрів, тому його розмістили у новій будівлі.
Зв’язок із енергомережею відбувається по ЛЕП, розрахованій на роботу під напругою 400 кВ.
На момент спорудження станції вона належала компанії Enel, далі була придбана німецькою E.ON, а наразі є власністю EP Produzione (дочірня структура чеської групи EPH).